# Collada de Canòlic
La Collada de Canòlic és una collada pirinenca que es troba a 1.901,3 metres d'altitud. Comunicava el poble de Civís, a l'Alt Urgell amb el santuari de la Mare de Déu de Canòlic, en terres andorranes. Uneix per muntanya, doncs, el terme municipal de les Valls de Valira, de l'Alt Urgell, amb la Parròquia d'Andorra de Sant Julià de Lòria.
És al sud-est del Bony de la Caubera i al nord-oest del Roc d'Aüll, a llevant de Civís i a migdia del santuari de la Mare de Déu de Canòlic.